# Prat de Comte
Prat de Comte är en kommun i Spanien.   Den ligger i provinsen Província de Tarragona och regionen Katalonien, i den östra delen av landet, 400 km öster om huvudstaden Madrid. Antalet invånare är 183. Arean är 26,4 kvadratkilometer. Prat de Comte gränsar till Horta de Sant Joan, Bot, Gandesa, El Pinell de Brai, Benifallet och Paüls. 
Terrängen i Prat de Comte är kuperad.